# كارل ويلي فاغنر
كارل ويلي فاغنر (بالألمانية: Karl Willy Wagner)‏ هو مهندس ألماني، ولد في 22 فبراير 1883 في فريدريشسدورف في ألمانيا، وتوفي بنفس المكان في 4 سبتمبر 1953.